# Amiga Action
Amiga Action est un magazine mensuel consacré à l'actualité des jeux vidéo sur Amiga.

## Historique
Le magazine est publié sur 89 numéros par Europress, qui devient IDG Media, au Royaume-Uni. Les numéros s'étalent d'octobre 1989 à décembre 1996 : il s'agit du magazine consacré aux jeux vidéo sur Amiga le plus durable du Royaume-Uni.
En 1996, le magazine ferme et est fusionné avec le magazine Amiga Computing, remplaçant sa section Jeu vidéo. Il est publié dans dix numéros, et en septembre 1997, Amiga Computing cesse également sa publication.